# Воар
Воар или Ваугар (Вогё) (фар. Vágar, дат. Vågø) — остров, расположен на западе Фарерского архипелага. Площадь — 176,43 км².
На острове ведётся туристический и охотничий лов рыбы (в частности в устье реки Брейда и на озере Ватнсдальсватн).
На острове расположено крупнейшее озеро Фарерских островов — Сёрвогсватн.

## Население
На сентябрь 2021 года острове расположены следующие населённые пункты:
| Название                      | Население, чел. |
| ----------------------------- | --------------- |
| Сёрвоавур (фар. Sørvágur)     | 1148            |
| Мивоавур (фар. Miðvágur)      | 1126            |
| Сандавоавур (фар. Sandavágur) | 980             |
| Бёвур (фар. Bøur)             | 74              |
| Ватнсойрар (фар. Vatnsoyrar)  | 45              |
| Гоасадеалур (фар. Gásadalur)  | 14              |
| Всего                         | 3387            |

Также в северной части острова находятся два заброшенных посёлка: Слаттанес (фар. Slættanes) и Вуйкар (фар. Víkar).

## Транспорт
На острове расположен международный аэропорт (ИАТА: FAE, ИКАО: EKVG), связывающий Фареры с внешним миром. Он был построен британскими специалистами в ходе Второй мировой войны, во время оккупации Фарер. После войны стоял заброшенным почти два десятилетия. В результате последовавшей модернизации и расширения в настоящее время принимает по 170 тыс. пассажиров в год. Аэропорт имеет одну асфальтовую ВПП длиной 1800 м (сдана в эксплуатацию в декабре 2011).
Пятикилометровый автомобильный туннель, проходящий под Вестманским каналом, соединяет Вагар с островом Стреймой (принят в эксплуатацию в 2002 году).

## Известные уроженцы
- Пауль Эллефсен
- В. У. Хаммерсхаимб
- Торкиль Нильсен
- Расмус Расмуссен